# 高松中央商店街
高松中央商店街（たかまつちゅうおうしょうてんがい）は、香川県高松市中心部にある商店街の総称。兵庫町、片原町西部、片原町東部、ライオン通、丸亀町、南新町、常磐町、田町の8つの商店街からなる。

## 概要

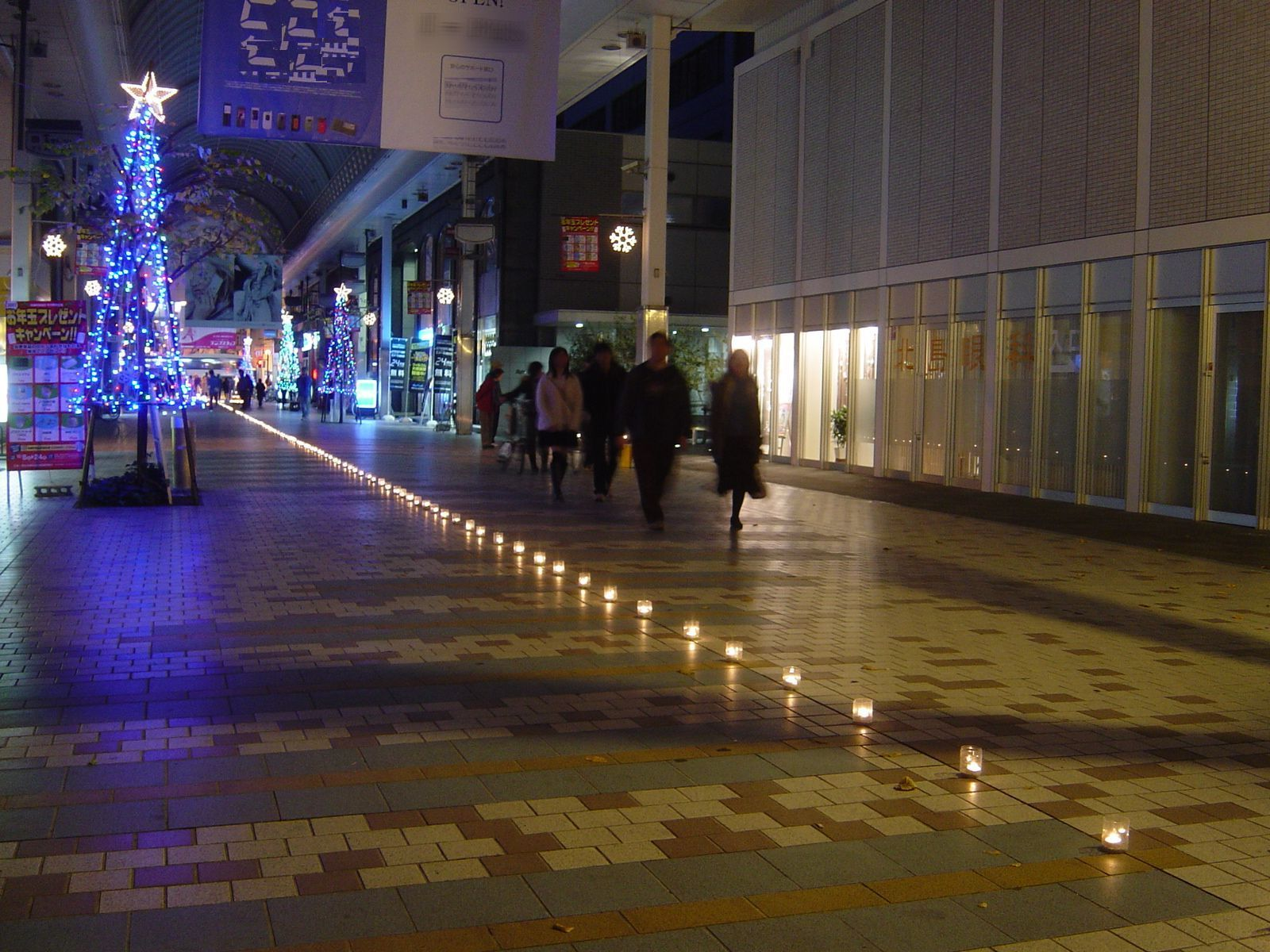
クリスマスイベントの模様

8つの商店街で構成され、商店街のほぼ全てを覆うアーケードは総延長が2.7キロあり、高松商工会議所では「その全長は日本随一の長さ」としている。
小売店や飲食店が約1000店舗（うち一階部分は約700店舗）軒を連ね、一日の通行量は平日が約13万人、休日が約14万人(共に平成23年) となっており、平日・休日共に四国トップクラスの通行量となっている。平日と休日の通行量にあまり差が無いのも特徴である。主に丸亀町周辺には全国チェーンの店や高級品を扱う店鋪が多く、南新町、常磐街などに南進する程に庶民的な店が増えて行く傾向にある。
平成に入り、他の地方都市と同様に、郊外の大型ショッピングセンターやロードサイド店舗に消費者が流れ、有力テナントが撤退するなど、衰退し始めていた。このため、丸亀町、高松三越周辺で大規模な再開発事業を行った結果、空き店舗等に若者向けの服や雑貨、美容院などが再開業し、若者向けの店舗も増加傾向にあるなど商圏としての地位を回復し始めている。
1990年代までは約90%程度の店鋪が月曜定休（三越に合わせていた）で、現在も月曜定休の店鋪は半数ほどに上る。一方で近年、ハッピーマンデー制度による月曜祝日が増加したこともあり、定休が常時火曜に変更する店も増えてきた。
2007年のクリスマスシーズンには、商店街でキャンドルイベントが行われた（右上写真参照）。
他都市のアーケード街と異なり、一部の例外を除いて自転車の通行を禁止していないのも特徴である。

## 兵庫町商店街（ひょうごまち）

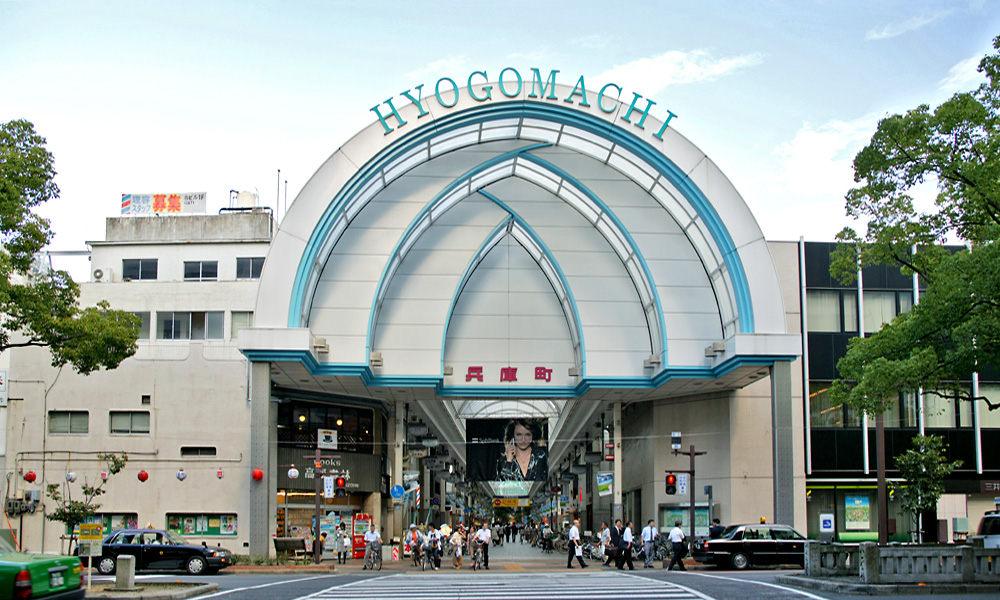
中央通りを横切る地点

- 路線名：高松市道兵庫町西通町線、高松市道片原町沖松島線の各一部（Google マップ青い点で示すルート）

東西に伸びる通り。江戸時代に高松藩の武器庫があったことからこの名がついた。現在は中央通りを横切り、周りにビジネス街や官庁街にあることから平日はビジネスマンが多く、それ向けの飲食店や衣料品店などがあるが西側では空き店舗も目立つ。南新町と同様に幅は広めである。中央通り沿いの西側には両サイドに高松東急インと東横インが並んでいる。また、中央通り以西は旧丸亀街道の一部でもある。中央通りをまたぐ横断歩道の中央分離帯部分には高松市道路元標がある。2010年、兵庫町独自のマスコットとして「ひょこたん」が誕生し「ひょこタウン」の別称が用意された。

## 片原町商店街
- 路線名：高松市道片原町沖松島線の一部（Google マップ青い点で示すルート）

東西に伸びる通り。江戸時代に成立した町であるが、高松城の堀を埋めた時に町の片方が原っぱとなったためこの名がついた。かつては讃岐五街道でもある志度街道および長尾街道の一部でもあった。商店街の中には菅原道真を祀り、地元の人々に「古天神さん」と呼ばれる華下天満宮がある。現在、ことでんの線路をはさんで西は繁華街、東は庶民的な食料品店などが多い。高松三越に隣接していることからデパート客も多い。東側は、再開発事業の一環で、マンションと、低層階には、高松市生涯学習センター（愛称：まなびCAN）などの施設が入居する再開発ビル（むうぶ片原町）がある。商店街を管理運営する振興組合はフェリー通りを境に東部と西部で分かれている。ことでん琴平線および長尾線の片原町駅が隣接しており最寄り駅である。

## 高松丸亀町商店街

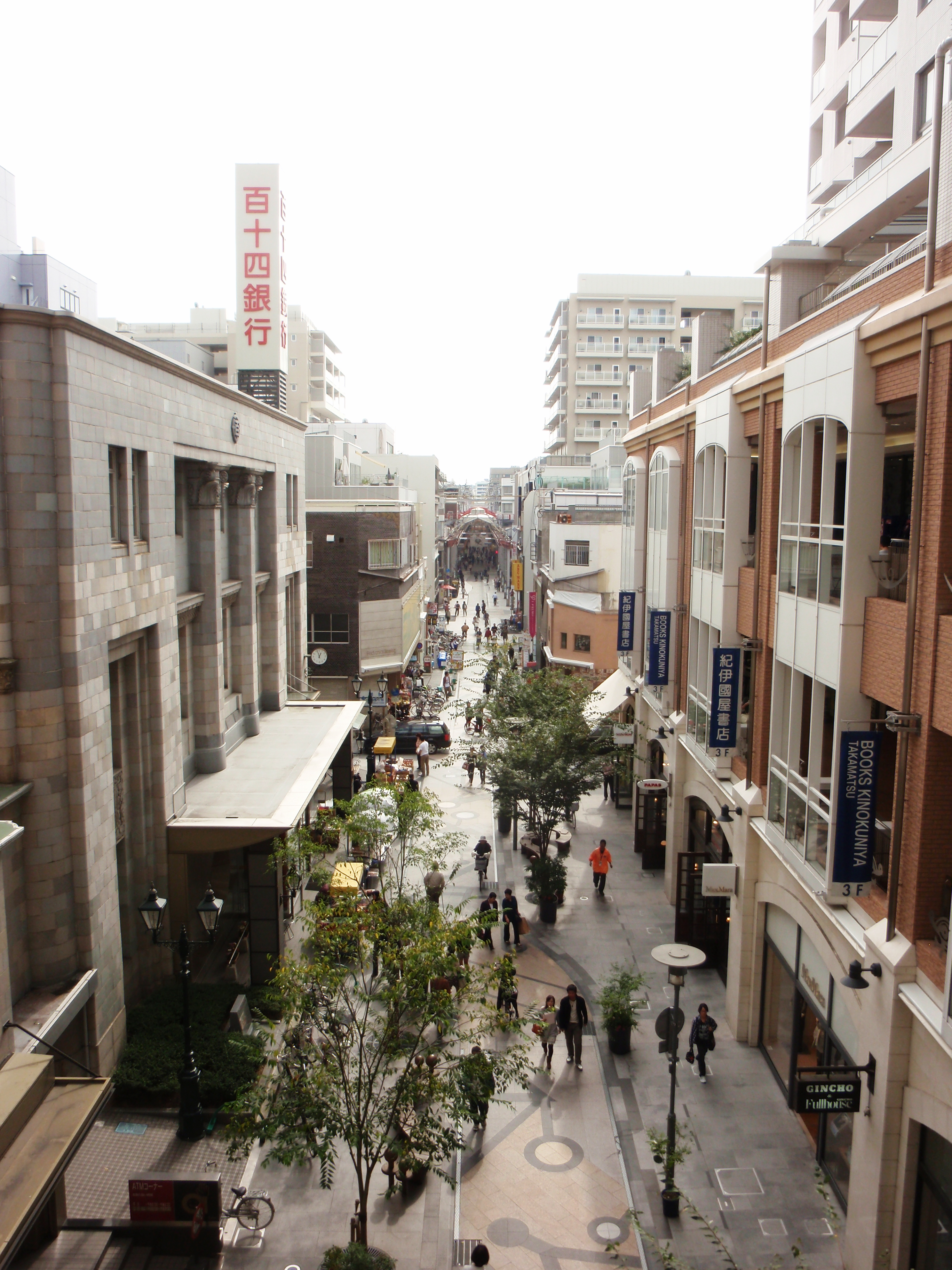
丸亀町商店街

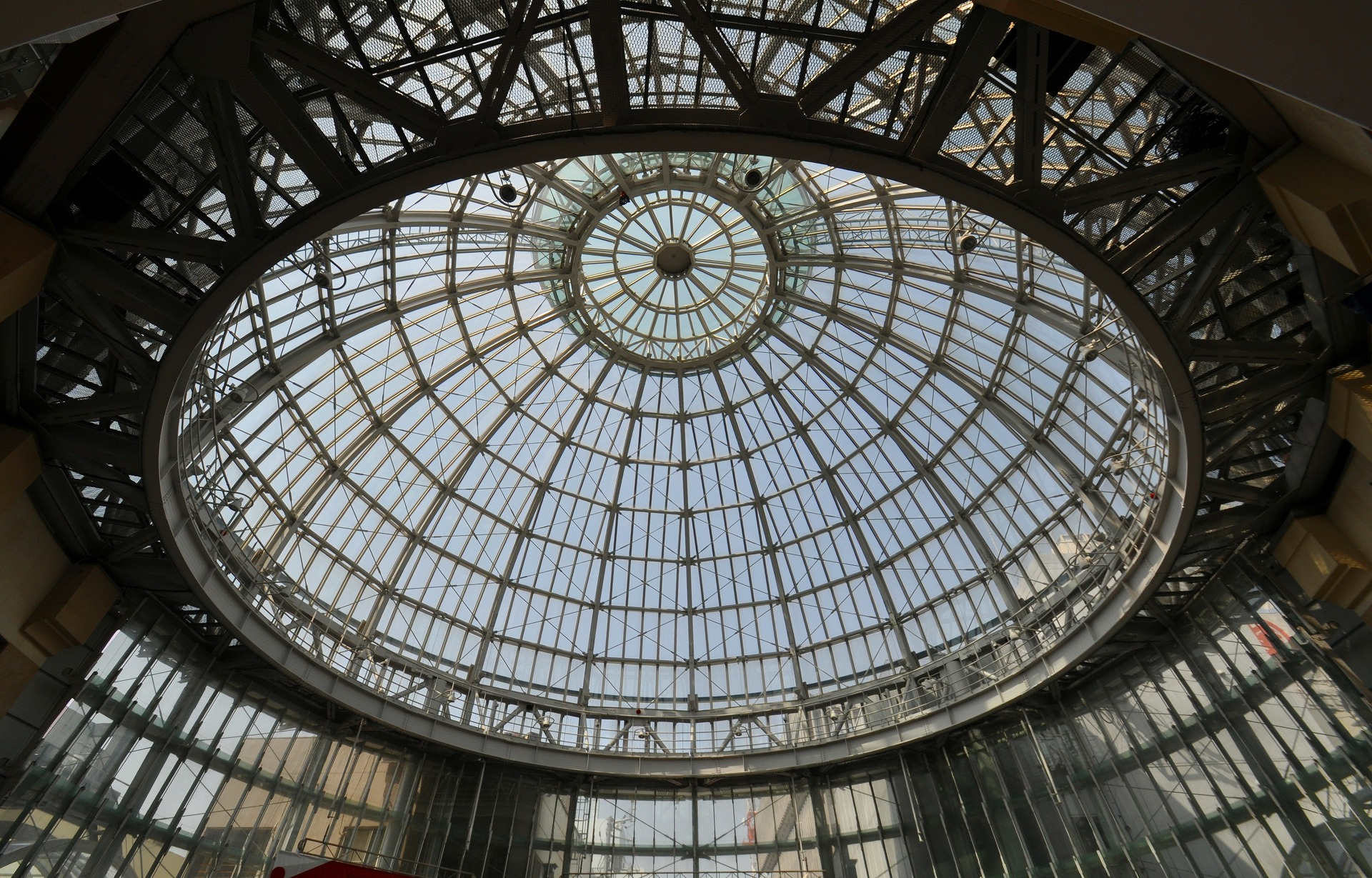
丸亀町壱番街前ドーム広場（商店街のシンボル的存在）

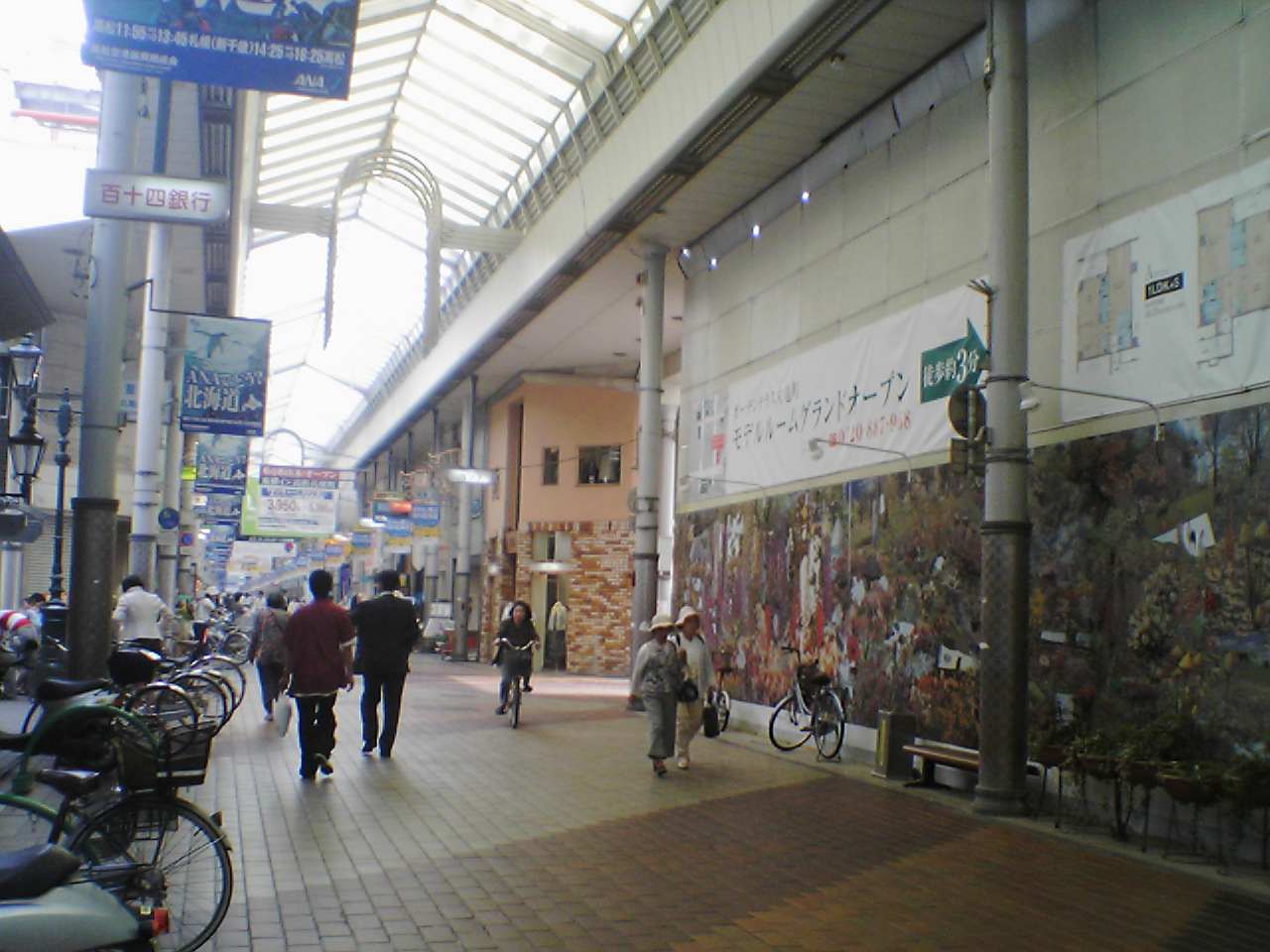
丸亀町商店街。再開発前

- 路線名：高松市道丸亀町栗林線の一部（Google マップ青い点で示すルート）

高松中央商店街において中心的な商店街。南北に伸び、この商店街を境に以西がビジネス街、以東が繁華街や歓楽街である。最も歴史が古く、高松を開拓した生駒親正により高松城築城と同時に造られた通りである。生駒親正は那珂郡丸龜（現在の丸亀市）の丸亀城に居住したが、徳川幕府からの「一国一城」の命に従い、高松玉藻城に移り丸亀から町人を連れて来て商売をさせたのが名前の由来。当時から現在に至るまで最も人通りが多く、また賑わいがある。幅員は狭いが、再開発後のビルを後退させて建築することにより事実上の拡幅を推進している。
現在は衣料品店が多く、書店などもあるため、老若男女を問わず幅広い年齢層の人通りがある。高度経済成長の最盛期に比べ人通りは減り、空き店舗も増えたため、現在北から順に再開発計画が進行中である。北端近くの百十四銀行高松支店（右写真の左側の灰色の建物）は現本店が完成した1966年まで本店だった店舗で、1945年7月4日の高松空襲から被害を免れた数少ない建物である。空襲で火災になりかけたが、行員が必死の消火活動を行い店を守ったとの銀行側公式記録がある。
2006年10月には無印良品、2007年10月にはマツモトキヨシが出店している。また、100円ショップの草分けである大創産業（ザ・ダイソー）の1号店も丸亀町商店街にあった。1号店は現存しないが、その流れを汲む移転拡張後の店舗がB街区（エイコー跡）で営業を続けている。
2006年5月に「がんばる商店街77選」に選ばれた。
丸亀町壱番街駐車場・丸亀町町営北駐車場・丸い亀さん駐車場と、3箇所の駐車場を運営している。かつてはゴンドラ式タワーパーキングの、町営第３駐車場・町営南駐車場も存在したが、いずれも再開発のため営業を終了している。町営南駐車場は丸亀町グリーン西館の一部に、町営第3駐車場は2020年7月から取り壊しが始まり、大工町・磨屋町市街地再開発事業による再開発ビルの一部になる予定である。

### 再開発
丸亀町では、北からA街区-G街区と、7地区に分けて再開発が計画されている。2006年12月、北の端にA街区再開発ビル「高松丸亀町壱番街」が完成した。高さ日本一のアーケードはここにある。前述の百十四銀行の建物は現状のまま残されて営業中だったが、2012年から2013年にかけて耐震補強工事が行われた。躯体自体の建て替え工事ではなく外観等は保持され、かつ内部は旧本店時代の雰囲気をできるだけ復元し、引き続いて営業に供されている。
定期借地権制度を活用した地権者全員同意による民間主導の再開発（A～C街区）が全国的に注目を集め、完成後行政関係を中心に多数の視察者が訪問するようになり、その数は年間13000人を超える。
2008年1月にB街区・C街区が同時着工、当初は2008年度中に完成予定だったがずれこみ、2009年10月に本体工事は完成。2010年1月にはB街区（東側に8階建て の1号館と西側2ヶ所に各4階建て の2・3号館）が「高松丸亀町弐番街」としてオープンした。またC街区は東側に9階建ての建物「高松丸亀町参番街」（1階-3階店舗、4階-5階メディカルモール（診療所・歯科・献血ルームなど、6階-9階住宅）、西側には中国銀行高松支店が立て替えられ、一旦賃貸ビルに移転していた仮店舗から戻りオープンした。移転後の仮店舗には、G街区に店舗のあった四国銀行がそのまま入れ替わりで入居し、丸亀町グリーンの新店舗完成時に戻っている。その仮店舗（高松大同生命ビル1階）はもともと三和銀行→UFJ銀行→三菱UFJ銀行が使用していたもので、たまたますぐ南隣にあった東京三菱銀行との合併に伴うブランチインブランチ化 で空いたところであり、銀行用の設備が短期間で3行によって使用される珍しい形態であった。最終的にはあおぞら銀行が入居し、現在に至る。
この他、高松市の 中心市街地活性化 によると、D地区は店舗・小規模オフィス・住宅20戸・駐車場20台、G地区（旧富士銀行高松支店・ヤマハミュージック瀬戸内高松店など）は店舗・アミューズメント・ホテル・住宅200戸・駐車場450台が計画された。しかし、2008年にマンション建設を請け負う予定だったディベロッパーが倒産し、その後大和ハウス工業が引き受けることで決着。折しの経済情勢もありマンション部分については計画を縮小（地上29階建てから13階建てに変更）。着工も2010年度内に、完成も2011年度中を目指していた。同年度中の完成はならなかったが、2012年4月19日に「丸亀町グリーン」として開業。
再開発中の地域活性化を図る取り組みとして、G地区の工事用仮囲いパネルには、地元のプロバスケットボールチーム・高松ファイブアローズと提携し、同チームのアートワークが描かれたものを置いていた。
D・E・F街区については2015年3月現在、再開発事業化の目途が立っていない。
また、丸亀町ではないが、兵庫町の東端（片原町、兵庫町、丸亀町の交差する部分）は店舗・住宅12戸・駐車場10台が計画されていたが、大規模事業等見直し対象に指定されたため事実上白紙撤回となった。
前述の通り、土休日の日中以外は自転車の乗り入れが禁止されていなかったが、自転車が危なくて歩けないといった苦情が振興組合に多く寄せられており、また丸亀町グリーンの開業でさらなる混雑が予想されるため、2012年4月16日から2ヶ月間、終日自転車乗り入れ禁止の臨時規制による社会実験を行うこととなった（押し歩きは可能）。状況を見ながら延長が続いたが、好評であること、歩行者の通行量が増える等一定以上の効果を収め、2012年7月、道路交通法による本格規制へと移行した。数名の指導員が日中および夜間に立哨して違反者への呼びかけを行なったり、警察官との合同指導を行っているが、押し歩きしている人に「ご協力ありがとうございます」と声をかけるといったソフトな対応が好評なこともあり遵守率は高い。

## ライオン通商店街

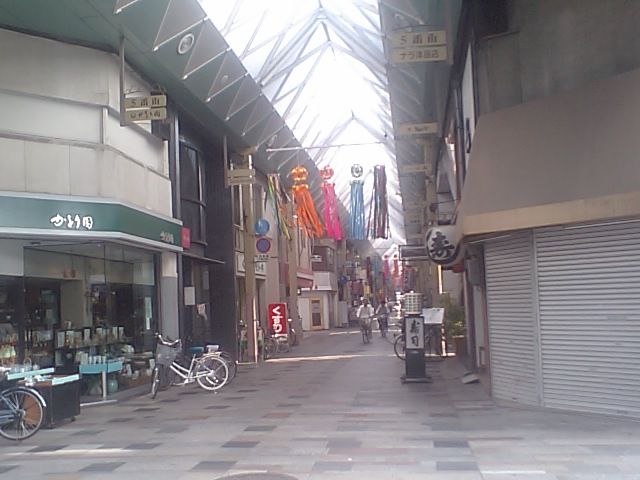
ライオン通り商店街

- 路線名：高松市道片原町古馬場線（Google マップ）

丸亀町商店街の一本東にある南北に伸びる通り。飲食店が多い。他の商店街が夜になるとゴーストタウン化してしまうのに対し、この商店街は繁華街や歓楽街の真ん中を突っ切っていることもあり、昼夜人通りがある。通りの名の由来は、この通りにあった洋画系映画館「ライオンカン」（オーエス系列、1999年閉館）から。映画館閉鎖後もレストランやゲームセンター・無料駐輪場はそのまま運営されていたが2007年8月で全面閉鎖され、跡地にはあなぶき興産が「アルファステイツ・ライオン館」という名称のマンションを建設し、「ライオンカン」の名が残されることとなった。なお「ライオンカン」は、以前存在した矢野サーカスの本拠地であり、実際にライオンの展示を行っていた。このことからライオン通りやライオン館の名称がつけられている。

## 南新町商店街

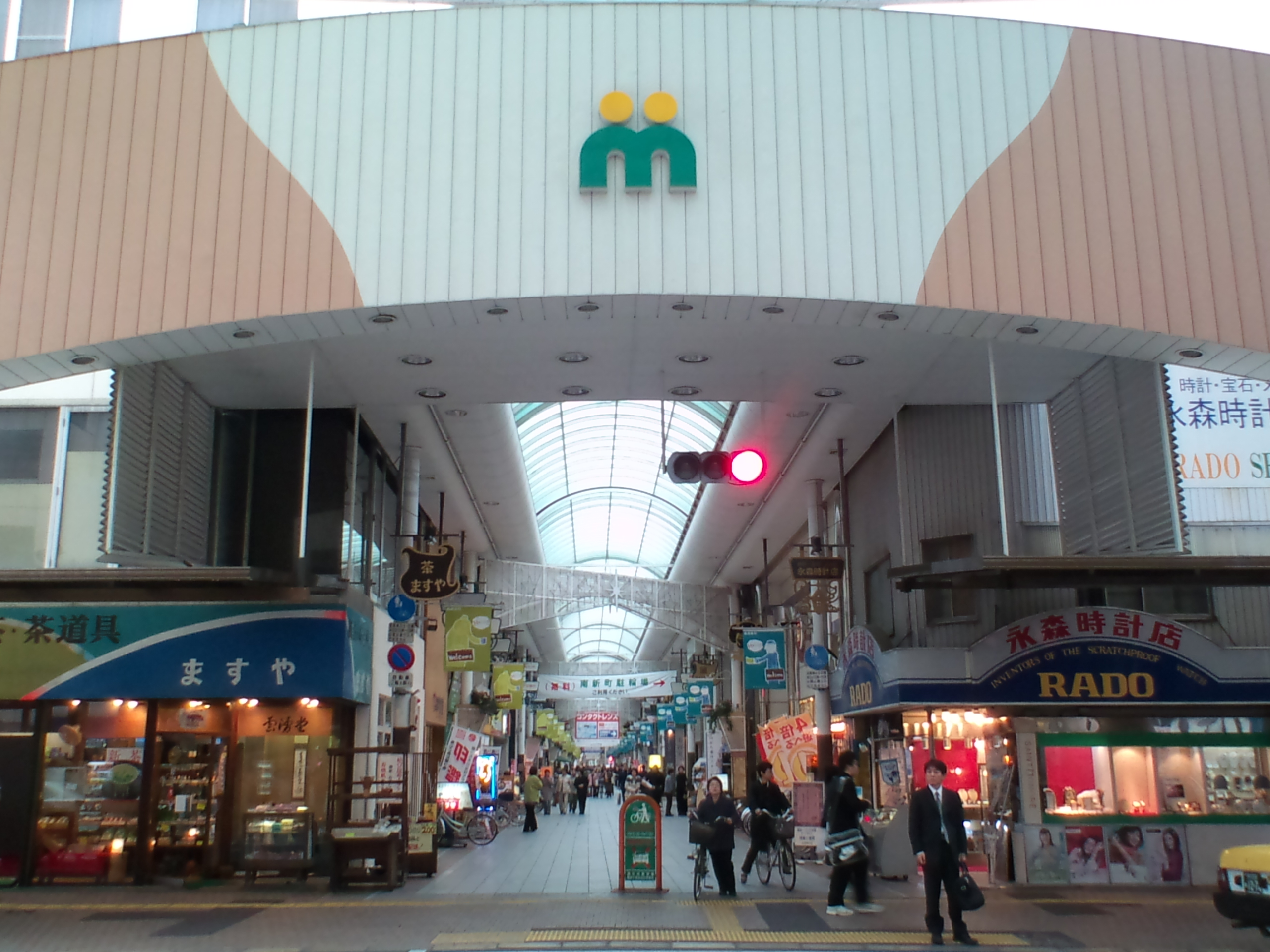
南新町商店街

- 路線名：高松市道丸亀町栗林線の一部（Google マップ青い点で示すルート）

高松の町の南限がこの辺りであった頃、南にある新しい町という意味でつけられた。高級衣料品店、ジュエリー店の他に若者向けの雑貨店にライブハウス（高松オリーブホール）もあり、他の商店街に比べ幅員が広い。この通りにあるマクドナルド高松店は1975年の開業で、全国的にも早い部類に入る 店舗だったが、2010年11月30日をもって閉店し、35年の歴史に幕を下ろした  。また、マクドナルドの真向かいには大手アニメショップ、アニメイト高松店も2005年7月に開店したが、マンション建設に伴い丸亀町グリーンへ移転した。2006年2月には岡山に本店があるメイド喫茶が出来、最大3店舗あったが9月までにすべて撤退。2007年2月に同じ商店街の別の場所で1店舗が営業していたが、2008年10月18日に閉店。現在は南新町商店街にメイド喫茶はない。
1957年以降、南新町・常磐町の交差する位置に三越のファッションビルと映画館「高松東宝会館」 があったが2004年に閉鎖 ののち解体され、跡地はビジネスホテル（スーパーホテル高松・田町）及びドラッグストア（セガミ）となっている。この交差点のやや西側（亀井町）に、現在は高松中心街で数少ない映画館となった「ソレイユ」「ソレイユ2」を抱えるソレイユビル が位置する。

## トキワ新町商店街

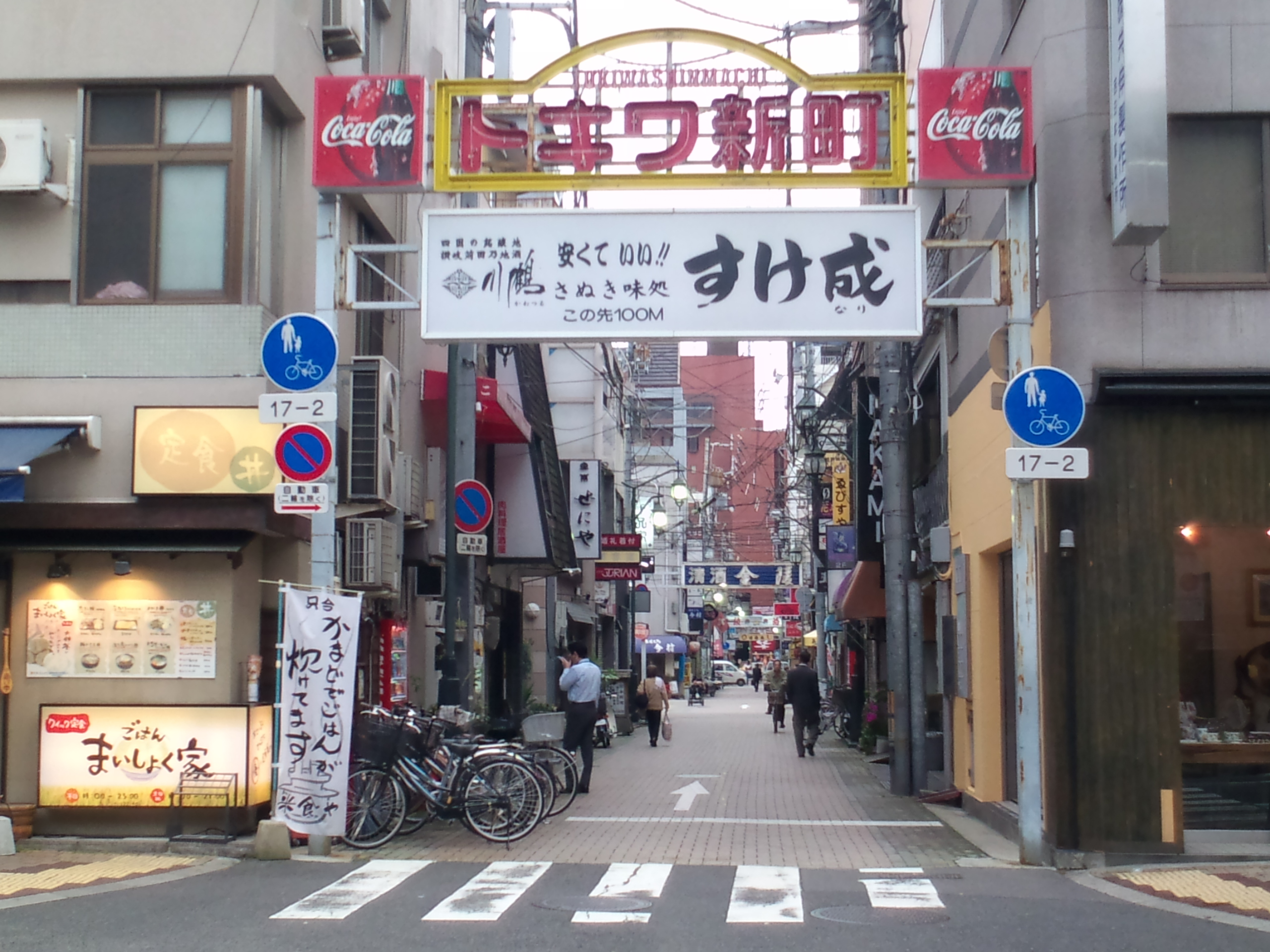
トキワ新町商店街

- 路線名：高松市道瓦町2号線の大部分（Google マップ）

南新町商店街の一本東にある南北に伸びる通り。この地域は瓦町二丁目に属し、国道11号を挟んでライオン通り商店街の南側に当たる。他の商店街に比べアーケードがなく、幅員も若干狭い。店舗の形態はライオン通り商店街と極めてよく似ており、瓦町駅からも近いことから、「トキ新」と呼ばれ、繁華街や歓楽街となっている。昼夜人通りがあるが最も人が訪れるのは夜であり、会社帰りのサラリーマンなどで賑わう。ただ、夜だけではなく昼間も営業している飲食店もある。通行する年齢層は、若者向けのお店がほとんどなく、繁華街や歓楽街のため、他の商店街に比べても高年齢層となっている。この商店街は17時-翌2時まで歩行者及び自転車専用の道路となる。上記時間以外は自動車の進入が可能であるが、一方通行であるため、南から北へしか走行できない。

## 常磐町商店街

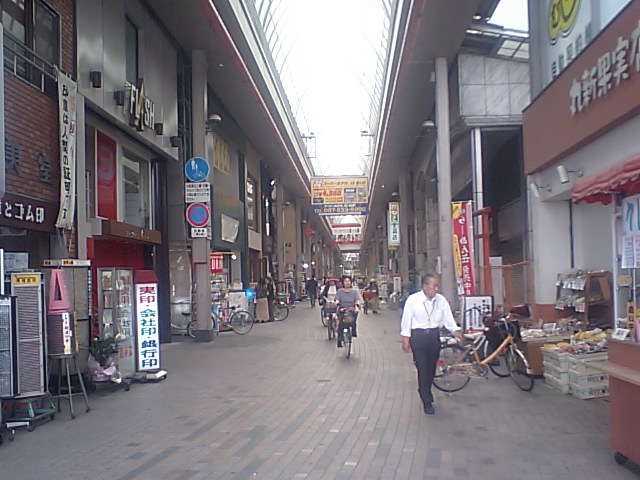
常磐町商店街:ことでん瓦町駅方面から撮影

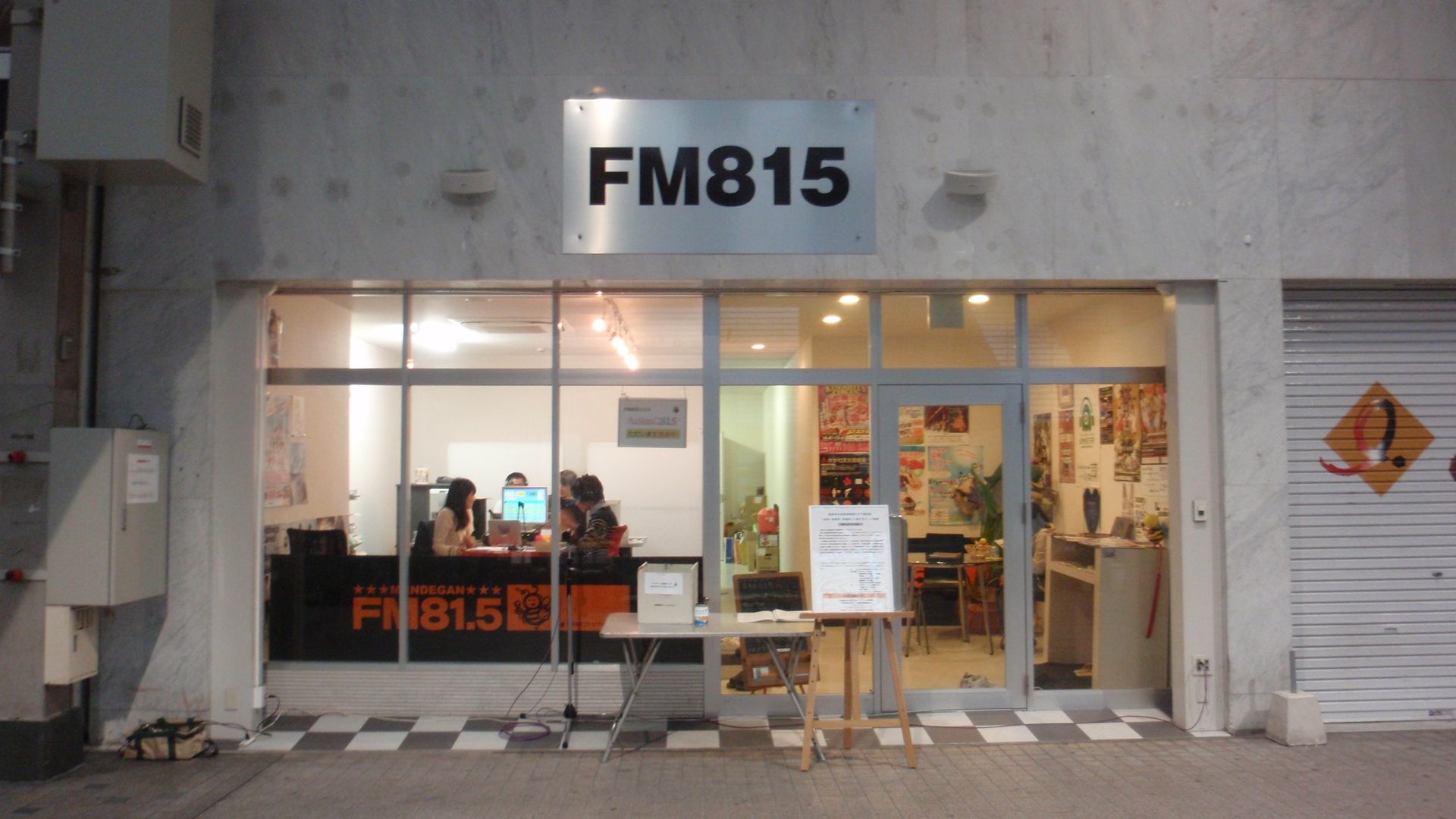
FM高松コミュニティ放送

- 路線名：高松市道亀井町常磐町線の大部分、高松市道瓦町2号線の一部（Google マップ）

他の商店街と瓦町駅を結ぶ東西の通りで、「常磐街」とも呼ばれる。戦後に瓦町・常磐町地区の一部として発展した歴史を持つ。戦前、南瓦町と呼ばれていたこの地区は戦後、同地区内にある「旅館常磐本館」から名前をとり常磐町と呼ばれるようになったといわれている。また、1958年（昭和33年）に町名をつける際、「常盤」と「常磐」の二つの案があったが、「皿」ではなく「石」を使うことになった。これは「石」は壊れないから、とされている。1968年まで使用されていた常磐町の敷石は市内電車路線（戦後廃止）に敷いてあったものである。闇市から高度経済成長期に繁華街として発展したため、比較的歴史は浅い。
この通り沿いには邦画系の映画館 と大手スーパー2店舗（旧ジャスコ高松店と旧ダイエー高松店）があったが、2004年春までには閉鎖、2004年6月にはダイエーから転じた高松OPA も閉鎖。その影響で空き店舗の割合は2008年末時点で31.3%となっていたが、2021年12月時点では20.2％まで改善している。
若者向けの衣料品店や雑貨屋などがあり、低い年齢層の往来が目立つ。2007年3月に「しごとプラザ高松」（ハローワーク高松の付属機関）が花ノ宮町から移転され、同町に残ったハローワークの分室的存在となっている。また、高松中央商店街からしばらく無くなっていたメイド喫茶も2012年4月下旬に開店した。
前述のジャスコ跡の建物はマルナカが2007年9月に競売で落札し、再開発の予定と報じられたが、具体的な発表はなく、建物1階部分は月極駐車場として、前庭部分はイベントスペースとして使われている。マルナカは土地を取得から8年ほどで手放し、その後は大阪の不動産業者が取得した。その後、2019年1月に四国旅客鉄道が阪急阪神不動産と共同で旧ジャスコ跡の土地を取得して、分譲マンションを建設する再開発を行うと発表し、2023年9月に完成した。
このほかにも、1階は店舗、2階はマンションといったような建物が建設されている。2010年3月には香川プロスポーツクラブ連絡協議会のアンテナショップがオープンした（2013年6月に高松天満屋に移転）。同年10月にはFM高松コミュニティ放送の本社とスタジオが、穴吹工務店本店から商店街の一角に移転した。スタジオは街路から内部が見えるオープンスタイルである。高松市道瓦町2号線の末端部にあたる部分は当初はアーケードが無く、1980年代後半にアーケードが設置された。OPA跡の北角から北は自動車乗り入れが可能（ただし、終日北行き一方通行かつ駐停車禁止）である。
常磐町独自のマスコットキャラクターとして「ときたまくん」と仲間の「バンバンジー」が居る。

### 新しい試み

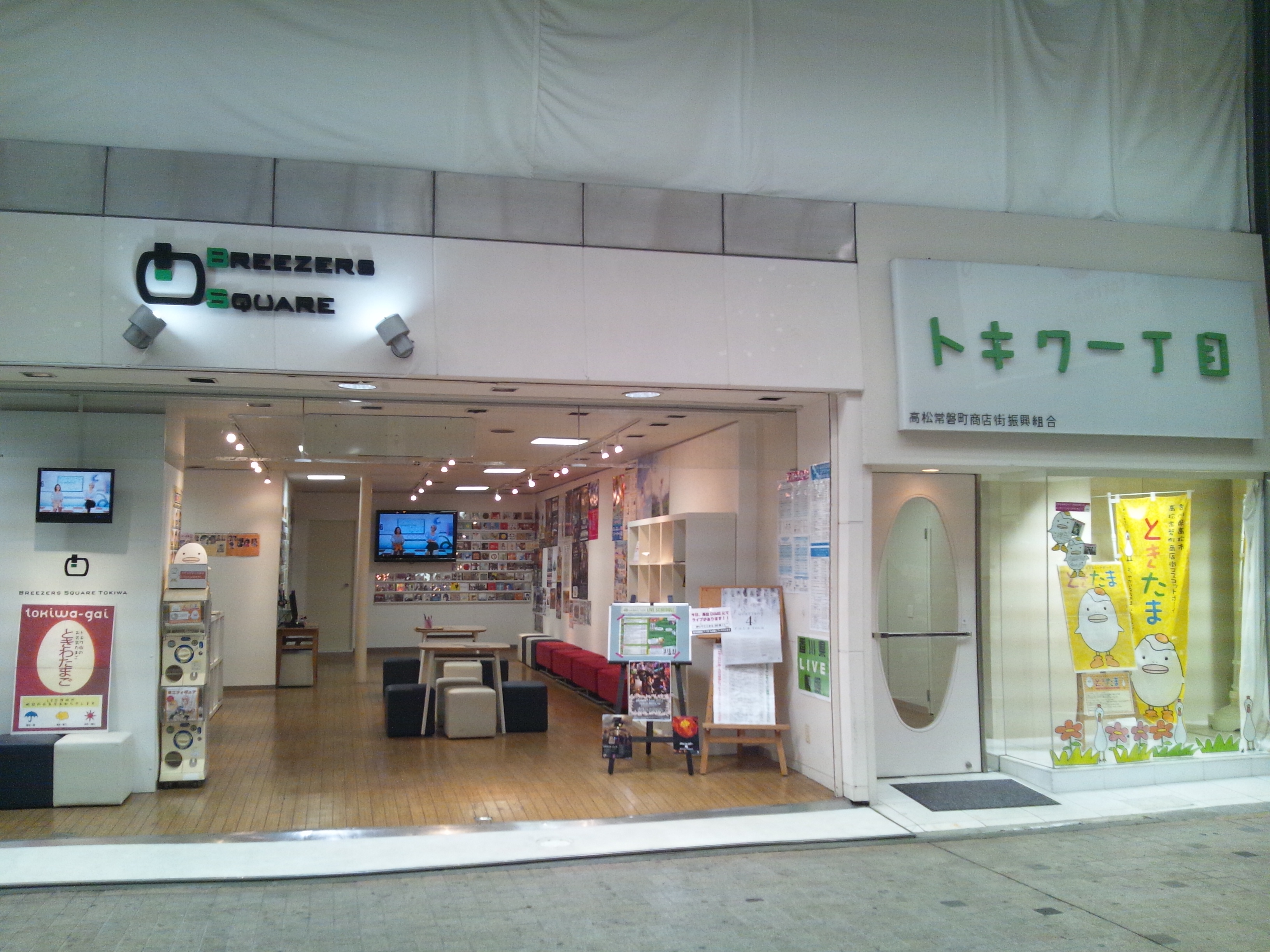
ブリーザーズスクエア（移転後）とトキワ一丁目（高松常磐町商店街振興組合）

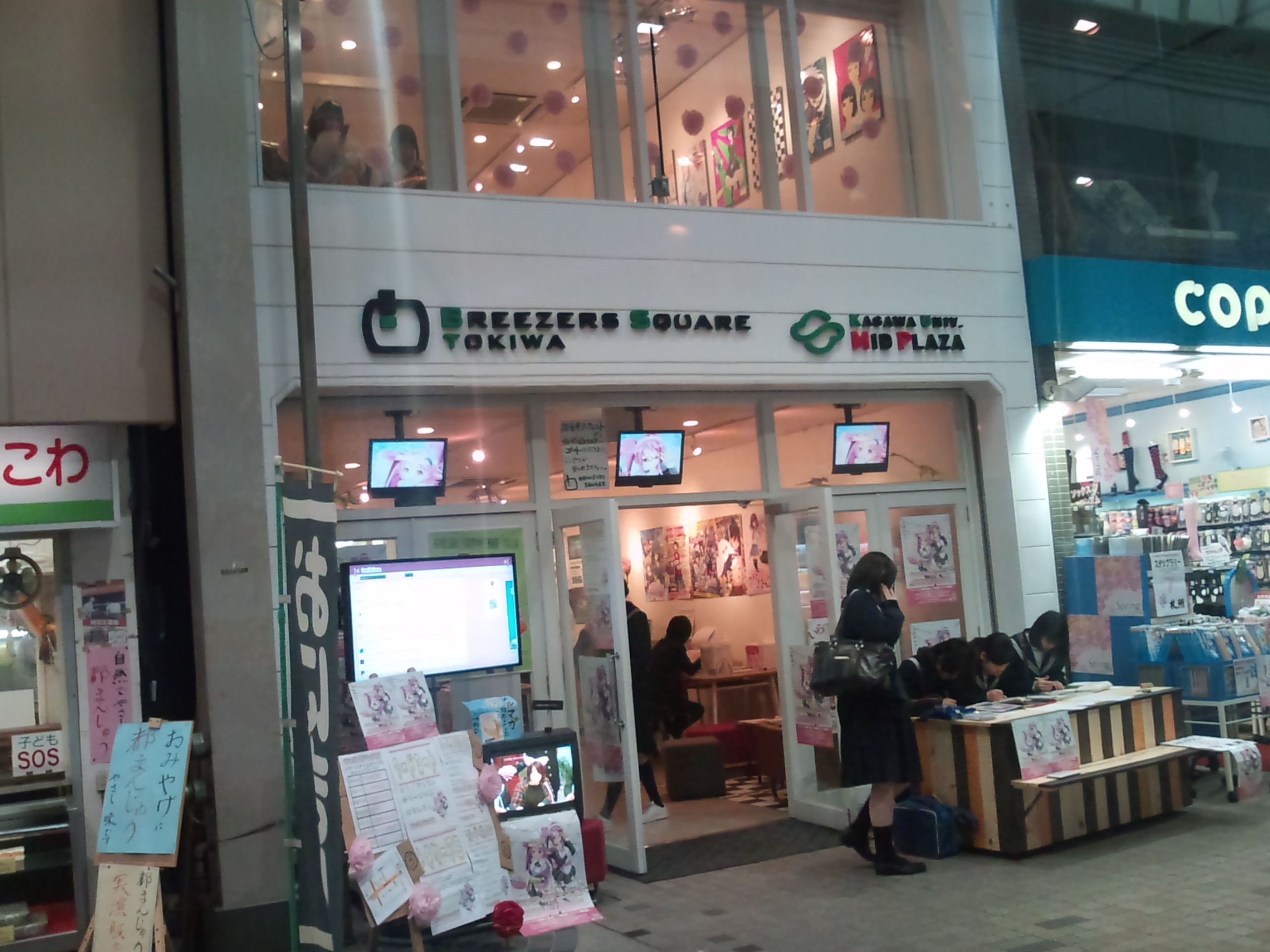
ブリーザーズスクエア（現在は移転）と香川大学MID PLAZA

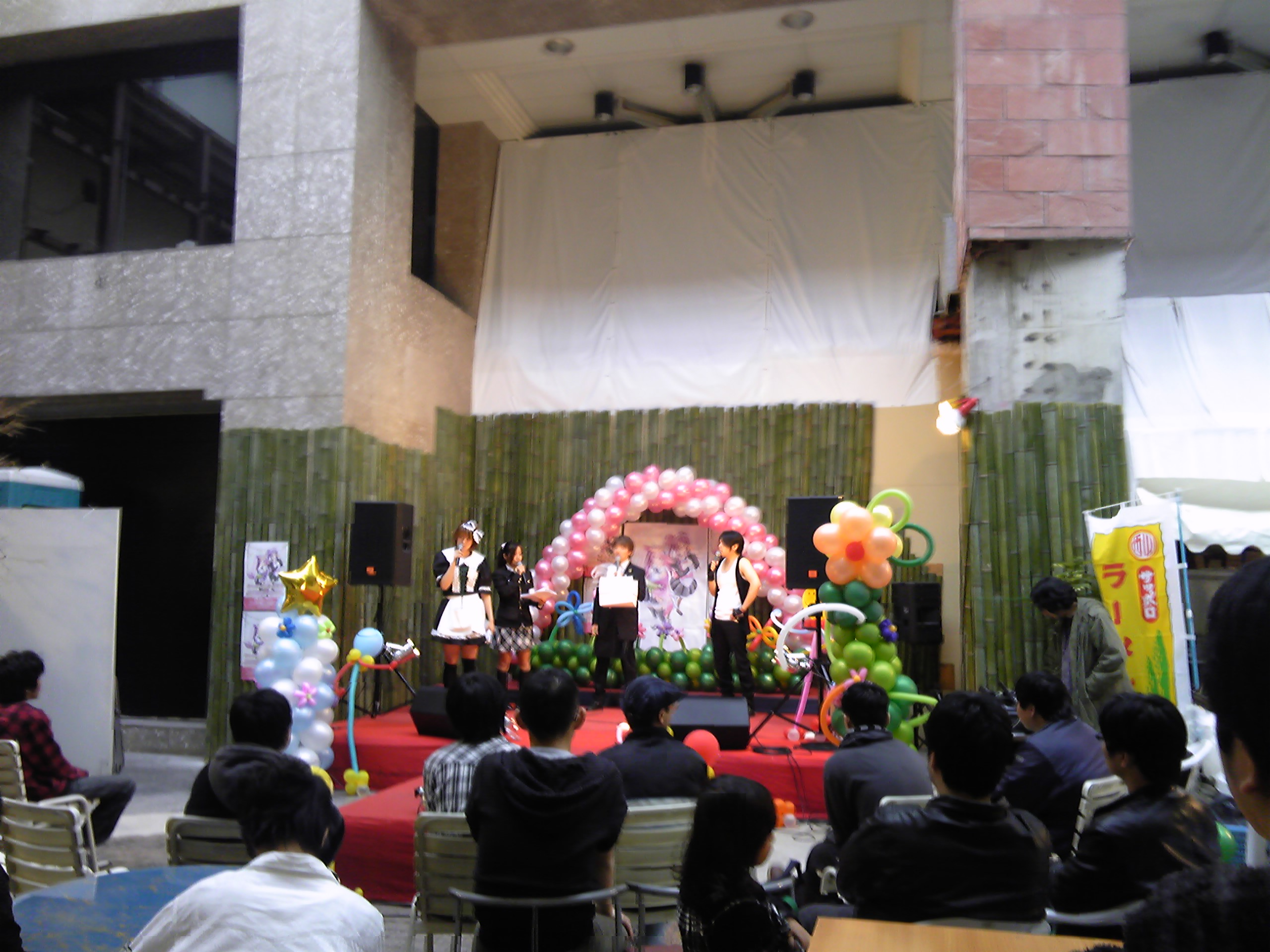
空き店舗前を使用して行われているイベントの様子（2010年4月18日キャラ★フェス2にて）

常磐町商店街では「音楽」を通じた街作りを行っている。また、店舗の多くがTwitterを活用している。

#### イベントの開催
2009年7月5日にオープンした「ブリーザーズ スクエア」を中心として、いろいろなイベント・セミナーが開催されている。「カラオケ大会」といった定番的なものから、ダイエットセミナーなど様々なイベントが開催された。2010年4月18日には、常盤町商店街・南新町商店街（菊池寛通りより南）・田町商店街（観光通りより北）・4町パティオ（田町交番西側-ソレイユ）で、「キャラ★フェス」が開催された。当日は前述のエリアと瓦町駅地下広場間をコスプレで歩いてもよいとされた。また「痛車」と呼ばれる自動車の展示、アニメソングのカラオケ大会、香川県にちなんでメイド喫茶ならぬ「メイドうどん店」の出店（イベント限定）などが行われた。このようなイベントを定期的に開催することで、商店街に足を運んでもらえるような施策が行われている。このほか、採れたての野菜を安価に即売する「トキワ街産直ストリート」が毎週火曜日8:30-14:00の間行われている（ただし、売切れ次第終了）。

#### 新技術の活用
香川大学ミッド・プラザでは、Twitterを用いて店舗情報やイベント情報を集め発信している。また、逆に利用者からのつぶやきを元にして意見として取りあげることもしている。Twitterを利用していなくても、同所に設置された大型モニターで閲覧できる。一部の情報は高松琴平電気鉄道のIruCaを使って印刷が可能である。
また、前述のブリーザーズ スクエア トキワでは、無料のフリースペースを運営しており、発売前の音楽の視聴などが可能になっている。待ち合わせに最適な拠点として商店街の活性化に一役買っている。

## 田町商店街

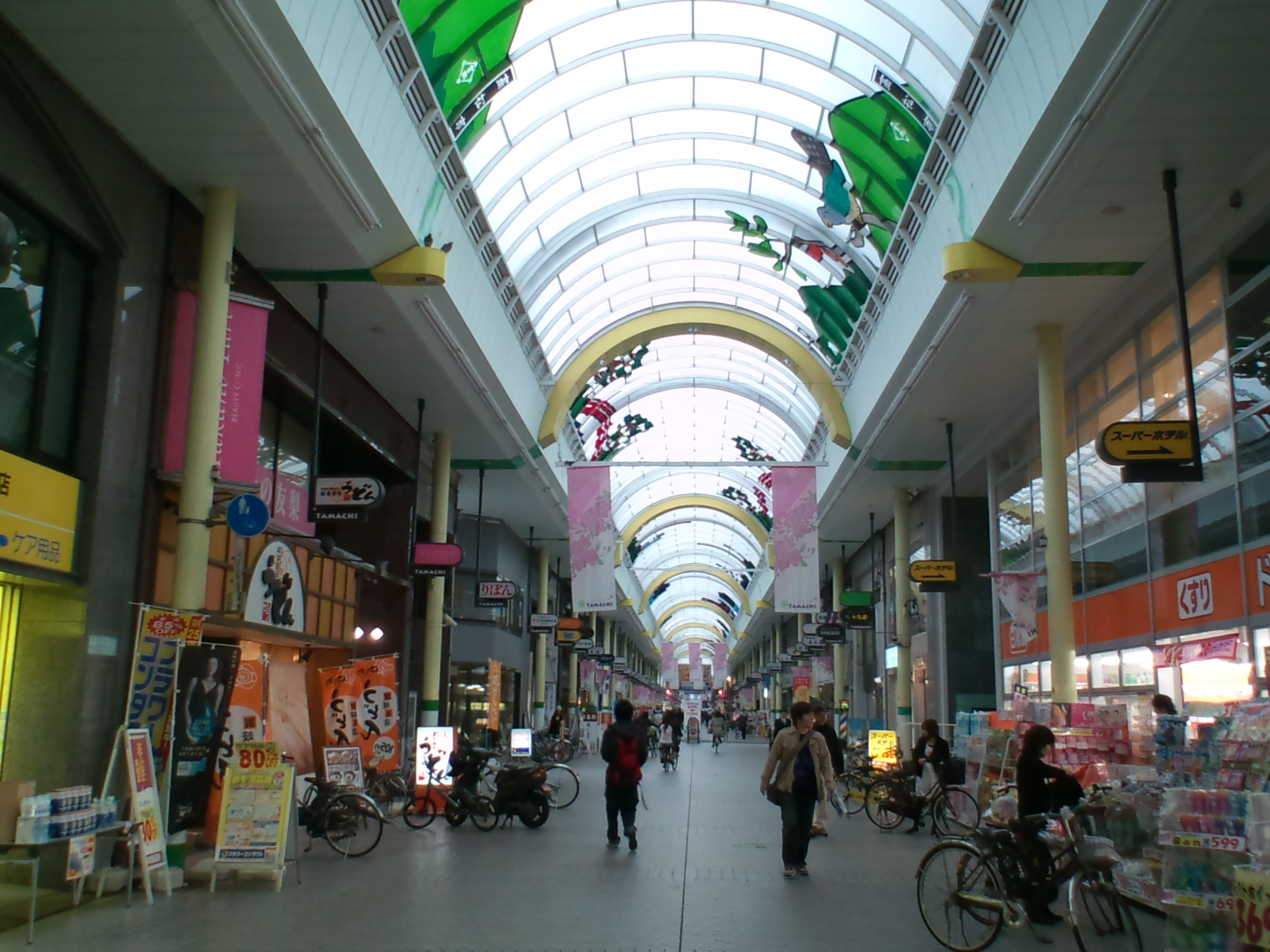
田町商店街

- 路線名：高松市道丸亀町栗林線の一部（Google マップ青い点で示すルート）

高松中央商店街の中で最も南に位置する。「田町」の名称は江戸時代末期に周りを田畑が取り囲んだ通り沿いに町が出来たことに由来する。現在のアーケードが完成したのは1987年で、それ以前はアスファルト舗装だった。現在のアーケード天井部分には、県内観光地のイラストが描かれているのが特徴である。現在では庶民的な食料品店などがあるが、同時に空き店舗も多い。
この商店街の核となるのがマルナカ田町店である。
2012年には活性化策の一環として、市内の専門学校に依頼し、田町商店街のマスコットキャラクター（ゆるキャラ）として「たまぢぃ」が製作され、同年7月から商店街各所に登場することとなった。田町のことは何でも知っているオスの三毛猫という設定で、テーマソングも作られ、日中には商店街内でヘビーローテーションされている。

## 店舗

### 主なテナント
丸亀町商店街
- 高松丸亀町壱番街
  - ボッテガ・ヴェネタ
  - グッチ
  - コーチ
  - 高松三越ティファニー
  - ヨーガン・レール
  - マックスマーラ
  - 紀伊國屋書店高松店
  - ギャップ
  - 一丁目農園
- 百十四銀行高松支店
- 高松丸亀町弐番街
  - ザ・ダイソー高松中央店
  - サンマルクカフェ高松丸亀町店
  - ドトールコーヒー高松丸亀町店
  - うしおじさんの大山牧場
  - Francfranc高松店
  - ポムの樹
  - レストラン　レガーロ
  - ラ・カーサ・ミーア（宴会スペース）
  - ドン・キホーテ高松丸亀町店
  - ABC MART高松丸亀町店
  - 名物かまど高松店
- 高松丸亀町参番街
  - お茶の亀屋
  - auショップ高松丸亀町
  - ウィルコムプラザ高松
  - 紳士服はるやま高松店
  - 高松 トゥモローランド
  - 中国銀行高松支店
- 宮脇書店本店
- ソフトバンク丸亀町商店街
- パワードラッグ・ワンズ高松丸亀町店
- スターバックス高松丸亀町フェスタ店
- 無印良品高松店
- ヤマハ高松店
- セブン-イレブン高松丸亀町店
- 丸亀町グリーン
  - タワーレコード高松店
  - アイアイイスズ
  - ルーヴおんまい
  - リトルマーメイド
  - 四国銀行高松支店
  - ヘンミ文具店
  - ファミリーマート高松丸亀町グリーン店
  - ダイワロイヤルホテル
  - フロレスタ【ドーナツ専門店】

### 動向
かつては県内・四国内はもとより全国有数の規模の商店街であったが、モータリゼーションによって住宅・商業の郊外化が進んだため、90年代以前に比べ売り上げ・通行量共に大きく減少している。以前は休日よりも平日の通行量が多い傾向にあったが、平日の通行量の減少と休日の通行量の増加が同時に進んだため、2010年頃を境に休日の通行量が平日を上回ることが常態化してきている。
平日の通行量減少に関しては、長引く景気低迷や企業活動の合理化によりオフィスの縮小・撤退が進んだことで、高松市中心部の従業者が減少したことが大きな要因として考えられる。休日の増加理由としては、丸亀町において大規模再開発が進んでいることや、休日に商店街が主催するイベントが多数開催されていること、丸亀町壱番街駐車場や丸い亀さん(丸亀町町営第4駐車場)などの商店街に隣接する大型駐車場の整備が進んだことで郊外からのアクセスが向上したことが主要因として考えられる。
店舗数は1995年をピークに減少し、それに比例して空き店舗も年々増加していた。しかし、2006年末に丸亀町商店街で始まった再開発の影響により、2009年頃からは店舗数の減少に歯止めが掛かっている。この再開発は現在も拡大中である。
|            | 全フロア | 全フロア | 全フロア | 全フロア | 全フロア   | 全フロア | 1階部分 | 1階部分 | 1階部分  | 1階部分 | 1階部分    | 1階部分 |
| 物販店     | 飲食店   | その他   | 空き店舗 | 合計     | 空き店舗率 | 物販店   | 飲食店  | その他  | 空き店舗 | 合計    | 空き店舗率 |         |
| ---------- | -------- | -------- | -------- | -------- | ---------- | -------- | ------- | ------- | -------- | ------- | ---------- | ------- |
| 兵庫町     | 37       | 25       | 53       | 17       | 132        | 12.9%    | 35      | 18      | 24       | 6       | 83         | 7.2%    |
| 片原町西部 | 38       | 15       | 11       | 12       | 76         | 15.8%    | 37      | 9       | 8        | 6       | 60         | 10.0%   |
| 片原町東部 | 16       | 15       | 16       | 12       | 59         | 20.3%    | 16      | 14      | 13       | 8       | 51         | 15.7%   |
| ライオン通 | 37       | 110      | 28       | 48       | 223        | 21.5%    | 34      | 65      | 18       | 21      | 138        | 15.2%   |
| 丸亀町     | 84       | 17       | 38       | 10       | 149        | 6.7%     | 75      | 7       | 12       | 4       | 98         | 4.1%    |
| 南新町     | 52       | 20       | 20       | 21       | 113        | 18.6%    | 45      | 12      | 9        | 17      | 83         | 20.5%   |
| 常磐町     | 34       | 12       | 31       | 29       | 106        | 27.4%    | 29      | 8       | 13       | 18      | 68         | 26.5%   |
| 田町       | 45       | 12       | 38       | 26       | 121        | 21.5%    | 43      | 9       | 22       | 14      | 88         | 15.9%   |
| 計         | 343      | 226      | 235      | 175      | 979        | 17.9%    | 314     | 142     | 119      | 94      | 669        | 14.1%   |

## テレビ番組
- 日経スペシャル ガイアの夜明け 巨象に立ち向かえ ～町の電器店と商店街の闘い（2008年7月22日、テレビ東京）[24] - 高松丸亀町商店街の街づくりを取材。